# بول ستول
بول ستول مواليد 14 ديسمبر 1985، هو لاعب كرة سلة مكسيكي يلعب في الدوري المكسيكي لكرة السلة. يبلغ طوله 5 قدم 11 بوصة (1.8 م).

## فرق لعب لها
- طرابزون سبور

## الميداليات
| الميدالية | المسابقة                             |
| --------- | ------------------------------------ |
| ذهبية     | بطولة أمم الأمريكتين لكرة السلة 2013 |

## روابط خارجية
- بول ستول على موقع الاتحاد الدولي لكرة السلة (الإنجليزية)
- بول ستول على موقع الدوري الإسباني لكرة السلة (الإسبانية)
- بول ستول على موقع كرة السلة الأوروبية.كوم (الإنجليزية)
- بول ستول على موقع كلية كرة السلة في سبورتس رفرنس.كوم (الإنجليزية)
- بول ستول على موقع ريلجم (الإنجليزية)
- بول ستول على موقع بروبوليرز (الإنجليزية)
- بول ستول على موقع سبورتس رفرنس (الإنجليزية)